# Kreisgericht Heiligenstadt (Preußen)
Das Kreisgericht Heiligenstadt war ein preußisches Kreisgericht in der damaligen preußischen Provinz Sachsen mit Sitz in Heiligenstadt.

## Geschichte

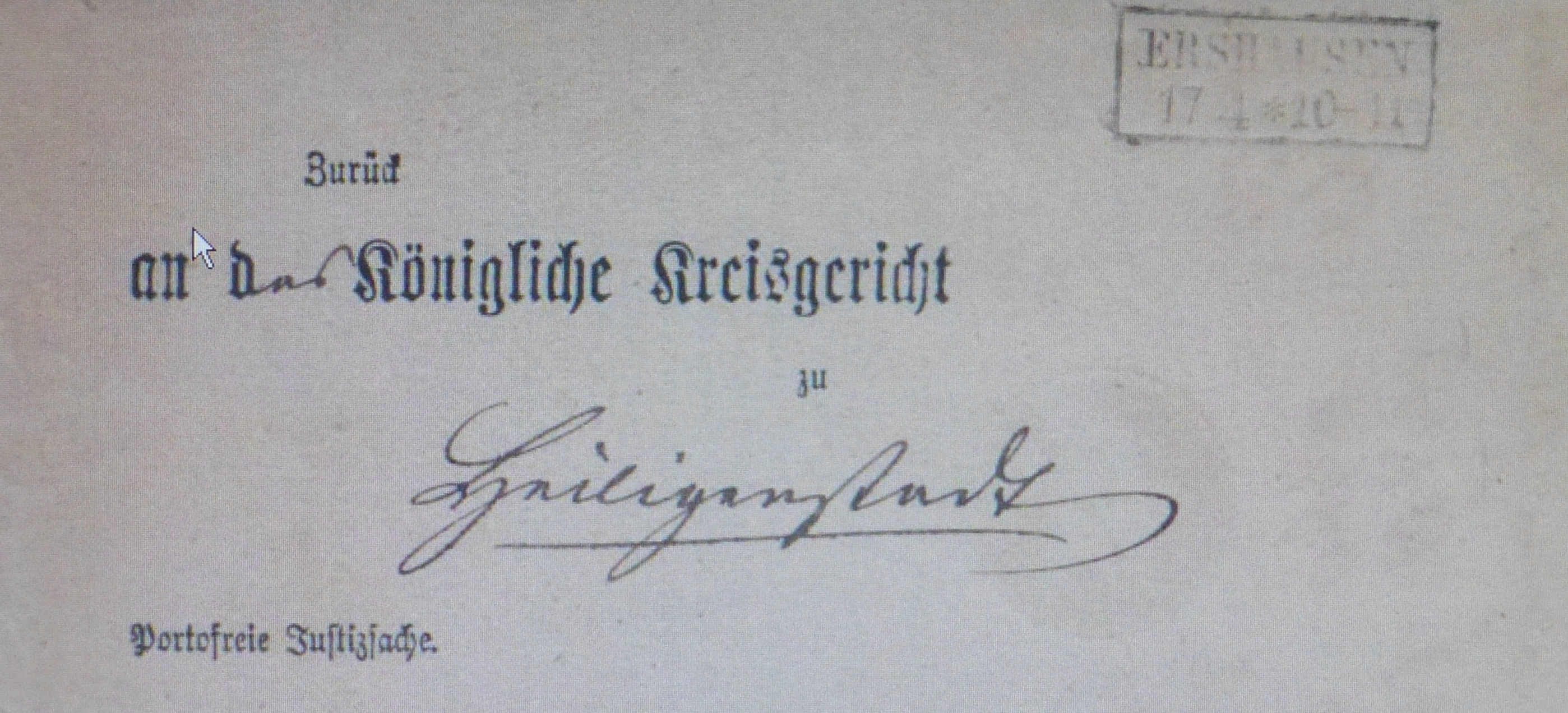
Briefpost an das Kreisgericht Heiligenstadt

Im Jahre 1849 wurden in Preußen einheitlich Kreisgerichte geschaffen. Hierbei wurde die Patrimonialgerichtsbarkeit abgeschafft und die Patrimonialgerichte wurden aufgehoben. Die Patrimonialgerichte und das bisherige königlich preußische Land- und Stadtgericht Heiligenstadt wurden aufgehoben und es entstand das Königliche Kreisgericht Heiligenstadt. Es umfasste den Landkreis Heiligenstadt und Teile der Landkreise Mühlhausen i. Th. und Worbis. Zuständiges Appellationsgericht war das Appellationsgericht Halberstadt. Eine Gerichtskommission, also Zweigstelle des Gerichtes, wurde in Dingelstädt eingerichtet. Am Gericht waren 1870 ein Direktor und zehn Kreisrichter eingesetzt. Die Zahl der Gerichtseingesessenen betrug 47.457. Am Kreisgericht Heiligenstadt wurden Schwurgerichtssachen der Kreisgerichte Mühlhausen, Nordhausen und Worbis verhandelt. Gerichtstage wurden in Geismar gehalten.
Im Rahmen der Reichsjustizgesetze wurde das Gerichtswesen in Deutschland 1879 vereinheitlicht. Damit wurden das Kreisgericht Heiligenstadt aufgehoben und das königlich preußische Amtsgericht Heiligenstadt mit Wirkung zum 1. Oktober 1879 als eines von acht Amtsgerichten im Bezirk des Landgerichtes Nordhausen als Nachfolger gebildet. Auch die Gerichtskommission wurde 1879 in das Amtsgericht Dingelstädt umgewandelt.

## Gerichtssprengel
Dem Kreisgericht Heiligenstadt waren folgende Gemeinden zugeordnet: Stadt Heiligenstadt und die Dörfer Bebendorf, Bernterode, Birkenfelde, Bischhagen, Burgwalde, Dieterode, Döringsdorf mit Keudelstein, Ershausen, Flinsberg, Freienhagen, Gänseteich, Geisleden, Geismar, Glasehausen, Großbartloff, Günterode, Gut Hessel, Heuthen, Kalteneber, Kella mit Greifenstein, Kirchgandern mit Besenhausen, Krombach, Lengenfeld mit Bischofstein, Lenterode, Lutter mit der Kolonie Fürstenhagen, Marth mit Eckstieg, Hessenau, Weißemühle und Rustenberg, Martinfeld, Mengelrode, Misserode, Pfaffschwende, Reinholterode, Rengelrode, Rohrberg, Rustenfelde, Rüstungen, Schönau, Sickerode, Siemerode, Steinheuterode, Streitholz, Uder, Volkerode, Westhausen, Wilbich, Arnshausen, Bornhagen, Dietzenrode, Eichstruth, Fretterode, Gerbershausen mit Ober- und Unterstein, Rothenbach, Rumerode, Großtöpfer, Hohengandern, Lehna, Lindewerra, Mackenrode, Neuseesen, Rimbach mit Schanze, Röhrig, Schachtebich, Schönhagen, Schwobfeld, Thalwenden, Wahlhausen, Werleshausen, Wiesenfeld, Wüstheuterode, Bodenrode, Steinbach und Wingerode.

## Gerichtskommission Dingelstädt
Der Sprengel der Gerichtskommission Dingelstädt umfasste Dingelstädt, Kefferhausen und Kreuzebra mit Steinhagen.